# All Star Game maschile di pallavolo 2008
L'All Star Game maschile di pallavolo 2008 fu la 18ª edizione della manifestazione organizzata dalla FIPAV.

## Regolamento
Alla manifestazione presero parte due squadre, la Nazionale Italiana e una squadra creata apposta per l'evento, il Resto del Mondo.
Queste due squadre sono composte, in questa edizione, dai giocatori stranieri e italiani presenti nel campionato italiano 2008-2009.
Venne disputata una partita unica. La gara si svolse il 26 novembre al Palazzetto dello Sport di Monza, sede della manifestazione.
Fu nominato MVP della manifestazione il libero francese Hubert Henno.